# Explosion de 2022 à Saint-Hélier
 (décembre 2022).
Une explosion à Saint-Hélier (Jersey) est survenue le 10 décembre 2022, peu avant 4 heures du matin, heure locale dans un bâtiment de bord de mer. Un immeuble de trois étages s’est effondré et un incendie s'est également déclaré.
Des images de caméras de vidéosurveillance ont montré une boule de feu embrasant le bâtiment et la piste d'une explosion due à une fuite de gaz est actuellement privilégiée, corroborée par une alerte des services de pompiers dans la nuit par des habitants qui sentaient une odeur de gaz.

## Explosion

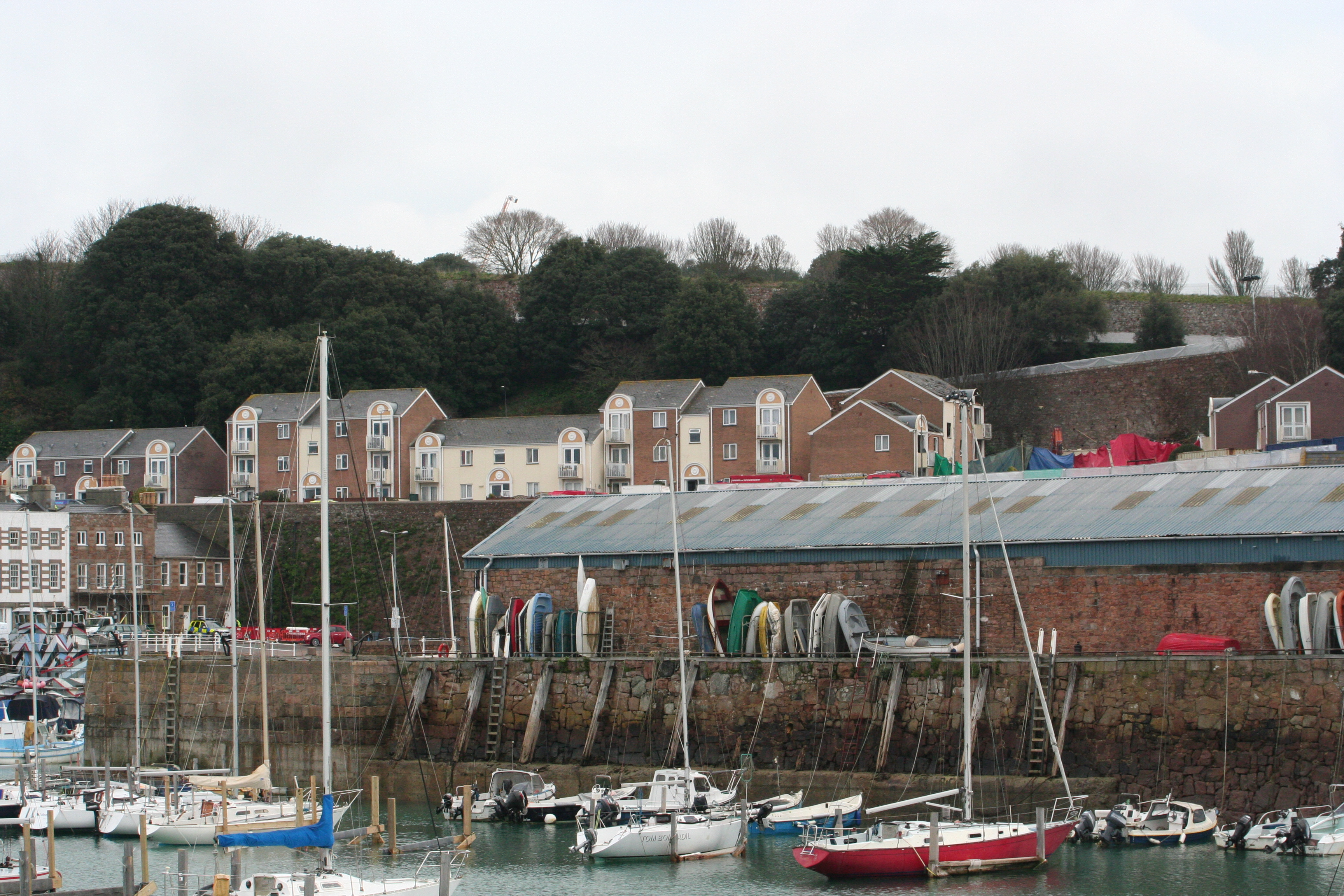
Photo du lieu où se situe l'immeuble qui a été détruit, depuis le Port de Saint-Hélier (Décembre 2022).

Juste avant 4 heures du matin GMT le 10 décembre 2022, une explosion de gaz présumée s'est produite dans l'immeuble de trois étages situé dans la vingtaine de Haut du Mont sur Pier Road à Saint-Hélier, Jersey. La déflagration a été entendue dans toute l'île.
Au total, selon la cheffe du gouvernement de l’île Kristina Moore, « 21 policiers, neuf ambulanciers paramédicaux et 19 pompiers ont été déployés sur les lieux de l’explosion ».
Au moins six appartements ont été détruits par l’explosion, une dizaine de personnes sont d'abord portées disparues puis, au fur et à mesure des recherches, les services de secours dénombrent 5 morts en date du lundi 12 décembre.
Le drame intervient deux jours après la disparition des trois pêcheurs jersiais qui sont portés disparu après une collision avec un ferry : le bailli Timothy Le Cocq a demandé qu'une minute de silence soit observée sur toute l'île le lundi 12 décembre à 11h00.